# ساكيجيك !! أوتوكوجوكو
ساكيجيك !! أوتوكوجوكو هي سلسلة مانغا يابانية من تأليف ورسم أكيرا مياشيتا. نشرت من قبل شوئيشا في مجلة شونن جمب الأسبوعية في الفترة من 1985 حتى 1991. تعد واحدة من أكثر سلسلة شونن مبيعاً حيت تم بيع أكثر من 26 مليون نسخة.